# Daša Drndić
Daša Drndić (Zagreb, 10. kolovoza 1946. – Rijeka, 5. lipnja 2018.), hrvatska književnica, prevoditeljica i sveučilišna profesorica. Djela su joj prevedena na engleski, francuski, nizozemski, mađarski, poljski, slovački i slovenski jezik.

## Životopis
Rođena u Zagrebu, u obitelji hrvatskog narodnog borca, novinara i diplomata Ljubomira Drndića koji je maturirao u Splitu. Mati Timea je iz Splita. Djed Edo Drndić emigrirao je 1921. iz Istre pripojene Italiji i otišao u Hrvatsku, u Split. Djed Vjekoslav Ožegović bio je anarhist, vlasuljar u kazalištu i 1920. godine blagajnik “Hajduka”. Baka Anka u Splitu imala je krojački salon s četrnaest radnica. Njen barba Branko Ožegović bio je dugogodišnji novinar Slobodne Dalmacije. Dašin brat Gojko "Kennedy" igrao je vaterpolo u juniorima Jadrana i POŠK-a.
Od 1953. živjela u Beogradu. Engleski jezik i književnost studira na Filološkom fakultetu u Beogradu. Magistrira dramaturgiju na američkom Sveučilištu Južni Illinois, gdje boravi kao Fulbrightova stipendistica 1971. Studira i na Sveučilištu Case Western Reserve u Clevelandu. Radila je kao književna prevoditeljica, profesorica engleskog jezika, dramaturginja (treći program Radio Beograda) i urednica televizijskog dramskog programa. Autorica je niza radiodrama.
Početkom 1990.-ih napušta Beograd i seli u Rijeku. Od 1995. do 1997. boravi u Kanadi. Doktorirala je na Filozofskom fakultetu u Rijeci, gdje od 1999. godine do umirovljenja 2011. godine predavala britansku književnost i kreativno pisanje na Odsjeku za anglistiku. Bila je članica Hrvatskog društva pisaca i hrvatskog PEN-a. Potpisnica je Deklaracije o zajedničkom jeziku, u kojoj se tvrdi da se u Hrvatskoj, Bosni i Hercegovini, Srbiji i Crnoj Gori govore nacionalne standardne varijante zajedničkog policentričnog standardnog jezika.
Kći Maša Drndić je diplomirala grafiku na Akademiji za primijenjenu umjetnost u Rijeci i studirala poslijediplomski studij filmske kamere u Estoniji u Talinnu.
Prijevodom na engleski njen roman Sonnenschein privukao je pozornost međunarodne publike i književne kritike. Dokumentarni roman je o prešućivanim temama Drugoga svjetskog rata. Predstavljen je na londonskom Jewish Book Weeku. Engleski prijevod je pod nazivom “Trieste”. U Engleskoj je dobio nagradu Independent za najbolju stranu beletrističku knjigu po izboru čitatelja za 2013. godinu. Ranije je osvojio nagradu Fran Galović i Kiklopa za prozno djelo godine (2007). U osvrtu na roman, New York Times bilježi kako je riječ o "djelu visoke europske kulture", satkanom od faktografskih i fikcionalnih postupaka, napisanom dostojanstveno i lišenom svake sentimentalnosti. Kritičar uz ostalo navodi kako "Drndić ne piše kako bi zabavljala, niti poučavala (...), već piše kako bi svjedočila".
Roman "Belladonna" je britanski list Guardian uvrstio na popis najboljih novih europskih romana koji se prevode na engleski jezik. U ožujku 2018. roman je ušao u finale Književne nagrade EBRD-a, koju dodjeljuje Europska banka za obnovu i razvoj sa sjedištem u Londonu, u suradnji s British Councilom i Londonskim sajmom knjiga, "prestigavši" romane najeminentnijih pisaca današnjice, poput nobelovca Orhana Pamuka i "bookerovca" Ismaila Kadarea, koji su također bili u konkurenciji.
Preminula je u Rijeci zbog bolesti. Guardian u nekrologu citira rečenicu iz njenog posljednjeg romana "EEG": "Povijest pamti imena zločinaca, dok se imena žrtava zaboravljaju."

## Djela

#### Proza
- Put do subote, 1982.
- Kamen s neba, 1984.
- Marija Częstohowska još uvijek roni suze ili Umiranje u Torontu, 1997.
- Canzone di guerra, 1998.
- Totenwande, 2000.
- Doppelgänger, 2002.[14]
- Leica format, 2003.
- Sonnenschein, 2007.
- April u Berlinu, 2009.
- Belladonna, 2012.[15]
- EEG, 2016.[16]

#### Radio drame
- Pupi
- Artur i Isabella
- Izgubljeni u obećanoj zemlji
- Crkva u Hrvatskoj
- Djeca našeg doba
- O poljskim Židovima
- Subota
- Begonije
- Mate Balota (dokumentarna)
- Bića noći (dokumentarno-dramska dječja radio emisija, s Vojislavom Donićem)
- Mali dani
- Zov jarebica (dokumentarna, o suđenju Vladimiru Gortanu)
- Zemljo moja (dokumentarna, sudionica Prix Italia 1980.)
- Istarska početnica (dokumentarna)
- Sa starih fotografija
- I djeca umiru
- U ime oca
- Bolnica (dokumentarna)
- Izgubljeni i nađeni (dokumentarna)
- Ćuprija na Drini (dokumentarna, sa Zoranom Popovićem)
- Muževi Lile Weiss, III program Hrvatskog radija, 2005.
- Oh, Happy Day, radio-igra, emitirana na III. programu HRT-a, 19. 3. 2007.[5][4]

## Nagrade
- 2014. Prozart, međunarodna književna nagrada
- 2013. Nagrada Kiklop za prozno djelo godine, za roman Belladonna
- 2007. Nagrada Kiklop za prozno djelo godine, za roman Sonnenschein
- 2007. Nagrada "Fran Galović" za roman Sonnenschein
- Prva nagrada natječaja Radio Beograda, za radiodramu U ime oca
- Druga nagrada na natječaju Radio Zagreba, radiodramu Mali dani
- Druga nagrada natječaja Radio Beograda, za radiodramu Begonije
- 1989. Fedor, nagrada Saveza slijepih Jugoslavije, za radiodramu Izgubljeni i nađeni